# Zoya Kosmodemyanskaya
Zoya Anatolyevna Kosmodemyanskaya ou Kosmodem'yanskaya (em ucraniano:  Зо́я Анато́льевна Космодемья́нская; Osino-Gay, 13 de setembro de 1923 – Kiev, 29 de novembro de 1941) foi uma partisan soviética.
Zoya foi executada após atos de sabotagem contra os exércitos invasores da Alemanha nazista. Depois surgiram histórias de sua resistência contra seus captores e ela foi postumamente declarada Heroína da União Soviética. Zoya tornou-se uma das heroínas mais reverenciadas da União Soviética.

## Biografia
O sobrenome Kosmodemyansky foi construído juntando os nomes dos Santos Cosmas e Damian (Kosma e Demyan em russo). A partir do século XVII, os Kosmodemyansky se tornaram padres da Igreja Ortodoxa Russa. O avô de Zoya, Pyotr Kosmodemyansky, foi assassinado em 1918 por militantes ateus por sua oposição à blasfêmia.
Zoya (seu nome é uma forma russa do nome grego Zoe, que significa "vida") nasceu em 1923 na vila de Osino-Gay (Осино-Гай), perto da cidade de Tambov. Seu pai, Anatoly Kosmodemyansky, estudou em um seminário teológico, mas não se formou. Mais tarde, ele trabalhou como bibliotecário. Sua mãe, Lyubov Kosmodemyanskaya (nascida Churikova), era professora escolar. Em 1925, nasceu o irmão de Zoya, Aleksandr Kosmodemyansky. Assim como sua irmã, ele postumamente recebeu o prêmio de Herói da União Soviética.
Em 1929, a família mudou-se para a Sibéria por medo de perseguição. Em 1930, eles se mudaram para Moscou.
Zoya ingressou no Komsomol em 1938. Em outubro de 1941, ainda estudante do ensino médio em Moscou, ela se ofereceu como voluntária para uma unidade partisan. Durante o serviço militar, ela passou a admitar Tatiana Solomakha, uma soldada do Exército Vermelho que foi torturada e morta vitima do Terror Branco durante a Guerra Civil Russa. Zoya foi designada para a unidade partidária 9903 (Estado-Maior da Frente Ocidental). Das mil pessoas que se juntaram à unidade em outubro de 1941, apenas metade sobreviveu à guerra. Na vila de Obukhovo perto de Naro-Fominsk, Zoya e outros guerrilheiros cruzaram a linha de frente e entraram em território ocupado pelos alemães, onde minara estradas e cortaram linhas de comunicação.
Em 27 de novembro de 1941, Kosmodemyanskaya recebeu a missão de queimar a vila de Petrishchevo, onde um regimento de cavalaria alemão estava estacionado. Junto com seus companheiros guerrilheiros, Boris Krainov e Vasily Klubkov, ela ateou fogo a três casas na aldeia.Os guerrilheiros acreditavam que uma das casas estava sendo usada como centro de comunicações alemão e que as forças de ocupação estavam usando outras como acomodação. Porém, o escritor Alex Zhovtis contestou essas afirmações, argumentando que oficialmente Petrishchevo não era um ponto de envio permanente de tropas alemãs. No entanto, os aldeões disseram que praticamente todas as casas da aldeia foram utilizadas para alojamento pelas tropas alemãs transportadas ao longo das estradas principais perto da aldeia.

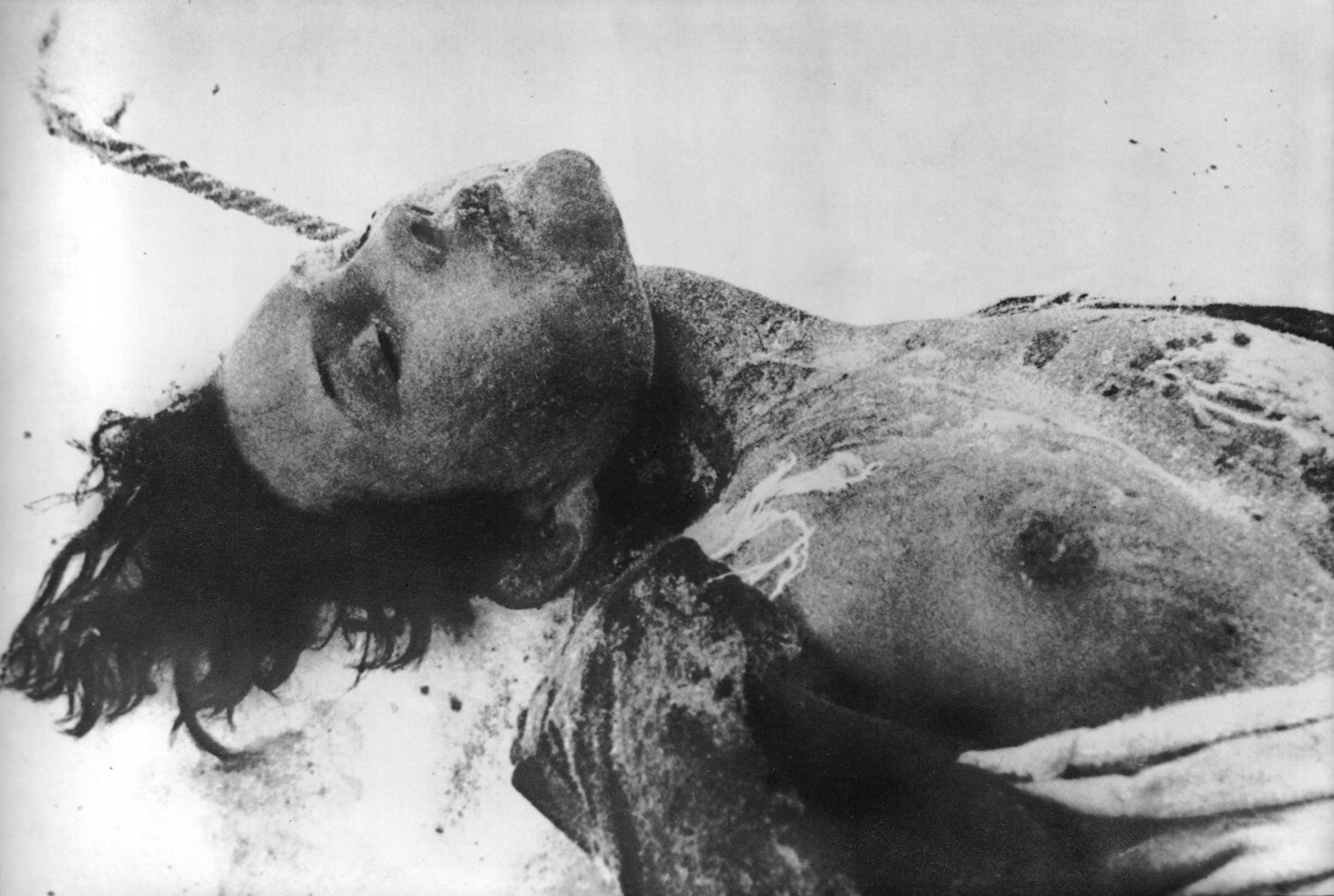
Zoya Kosmodemyanskaya após sua execução

Depois da primeira tentativa de incêndio criminoso, Krainov não esperou por Zoya e Klubkov no local de encontro combinado e saiu, voltando para o seu local original. Mais tarde, Klubkov também foi capturado pelos alemães. Zoya, depois de sentir falta de seus camaradas e sair sozinha, decidiu retornar a Petrishchevo e continuar a campanha de incêndios. No entanto, as autoridades militares alemãs na aldeia já haviam organizado uma reunião de residentes locais, formando uma milícia para evitar novos focos. Depois de ser presa, Zoya foi despida, espancada, interrogada e torturada com 200 chicotadas e seu corpo queimado. Mesmo após tanta tortura, Zoya se recusou a dar qualquer informação. Na manhã seguinte, ela foi levada para o centro da aldeia com uma placa em volta do pescoço com a inscrição "Queimadora de casas" e enforcada.
Suas palavras finais foram:
| “ | Ei, camaradas! Porque estão tão tristes? Sejam corajosos, lutem, derrotem os Alemães, queimem-nos, livrem-se deles! Eu não temo a morte, camaradas. É uma alegria morrer pelo meu povo! | ” |

e para os alemães:
| “ | Me enforcam agora, mas não estou sozinha. Há duzentos milhões de nós. Vocês não podem enforcar todos nós. Eles me vingarão. | ” |

Antes do momento do enforcamento, com a corda no pescoço, ela disse: 
| “ | Adeus, camaradas! Lutem, não tenham medo! Stalin esta conosco! Stalin está vindo! | ” |

Os alemães deixaram seu corpo pendurado na forca por várias semanas. Um de seus seios foi cortado e seu corpo profanado por alemães ou colaboradores. Por fim, ela foi enterrada pouco antes de os soviéticos reconquistarem o território em janeiro de 1942.

## Fama
A história da morte de Kosmodemyanskaya se tornou popular depois que o jornal Pravda publicou um artigo escrito por Pyotr Lidov em 27 de janeiro de 1942. O jornalista soube de sua execução por um velho camponês e ficou impressionado com sua coragem. A testemunha contou: “Estavam a enforcá-la e ela fazia um discurso. Eles a estavam enforcando e ela os ameaçando. " idov viajou para Petrishchevo, coletou detalhes dos moradores locais e publicou um artigo sobre a então desconhecida guerrilheira. Logo depois, Josef Stalin descobriu o artigo. Ele proclamou: "Aqui está a heroína do povo", que iniciou uma campanha de propaganda em homenagem a Kosmodemyanskaya. Stalin ordenou que os soldados e oficiais da 197ª Divisão de Infantaria (Wehrmacht), que participaram da execução, não fossem feitos prisioneiros. Em fevereiro, ela foi identificada e recebeu a ordem de Herói da União Soviética.
O relato de Kosmodemyanskaya foi publicado repetidamente no Pravda. Vários escritores, artistas, escultores e poetas soviéticos dedicaram suas obras a ela. Em 1944, foi feito o filme Zoya sobre ela. Ela também foi mencionada no filme Garota nº 217, que retratava atrocidades cometidas contra prisioneiros de guerra soviéticos pelos nazistas. Sua imagem também foi usada com frequência na propaganda anti-alemã que encorajou a violência contra as forças de ocupação alemãs.
Muitas ruas, kolkhozes e organizações Pioneiras na União Soviética receberam o nome de Kosmodemyanskaya. Seu retrato passou a fazer parte dos procedimentos cerimoniais de comemoração realizados pelos pioneiros e foi utilizado como símbolo da mais alta distinção concedida à melhor turma da escola. Os soviéticos ergueram um monumento em sua homenagem não muito longe da aldeia de Petrishchevo. Outra estátua está localizada na estação Partizanskaya Moscow Metro. Um pico de montanha de 4.108 metros (13.478 pés) em Trans-Ili Alatau tem o nome dela. O planeta menor 1793 Zoya, descoberto em 1968 pela astrônoma soviética Tamara Mikhailovna Smirnova, leva o seu nome.
Zoya Kosmodemyanskaya está enterrada no cemitério Novodevichy em Moscou.

### Homenagem
Zoya Phan, uma ativista política declarada do povo Karen e membro da Campanha da Birmânia, foi nomeada em homenagem a Zoya Kosmodemyanskaya por seu pai, Padoh Mahn Sha Lah Phan. Ele escolheu o nome porque havia lido sobre Kosmodemyanskaya enquanto estudava na Universidade de Yangon e viu vários paralelos entre a resistência Karen contra o governo birmanês e a resistência soviética contra os nazistas na Europa.

## Pesquisas pós-soviéticas e controvérsias

### Controvérsia na mídia dos anos 90
A vida de Kosmodemyanskaya se tornou um assunto de controvérsia na mídia durante os anos 1990. Em setembro de 1991, um artigo de Aleksandr Zhovtis foi publicado na revista semanal russa Argumenty i Fakty. O artigo alegava que não havia tropas alemãs na aldeia de Petrishchevo, apesar de várias fotos dela sendo enforcada por soldados alemães. Zhovtis culpou a política de terra arrasada de Stalin pela morte "desnecessária" da jovem.
O jornal posteriormente publicou cartas de leitores, muitas das quais incluíam histórias que contradiziam a versão principal. Um pesquisador afirmou que a pessoa executada em Petrishchevo não era Zoya Kosmodemyanskaya, mas uma guerrilheira "desaparecida em ação ", embora conclusões oficiais posteriores do Instituto de Perícia Criminal e do Departamento de Justiça da Federação Russa declarassem o contrário. Os artigos Argumenty i Fakty geraram uma resposta do observador do Pravda, Viktor Kozhemyaka, na forma de um artigo intitulado "Cinquenta anos após sua morte, Zoya é torturada e executada novamente". Dez anos depois, Kozhemyaka escreveu outro artigo que "Zoya é executado mais uma vez"  no qual ele lamentou algum "material absurdo" em fóruns de discussão na Internet, que alegava que Zoya tinha ferido camponeses russos em vez de tropas alemãs, que ela sofria de esquizofrenia, e que ela era uma fanática stalinista.
Em 1997, o jornal Glasnost publicou os protocolos até então desconhecidos da comissão oficial dos residentes do selsoviet da aldeia de Petrishchevo e Gribtsovsky de 25 de janeiro de 1942 (dois meses após a execução de Zoya). Os protocolos afirmam que Kosmodemyanskaya foi capturada enquanto tentava destruir um estábulo contendo mais de 300 cavalos alemães. Eles também descreveram sua tortura e execução. 
Uma história um pouco diferente foi registrada nas notas do pesquisador Pyotr Lidov, publicadas na Parlamentskaya Gazeta em 1999. De acordo com Lidov, Kosmodemyanskaya e Vasily Klubkov foram pegos enquanto dormiam nos arredores de Petrishchevo. Os alemães foram chamados por um residente de Petrishchevo chamado Semyon Sviridov. As notas de Lidov também incluíam uma entrevista com um suboficial alemão feito prisioneiro pelo Exército Vermelho. A entrevista descreveu o efeito negativo sobre o moral dos soldados alemães que testemunharam o incêndio das casas. 

### A versão da traição de Klubkov
Alguns detalhes da atribuição e prisão de Kosmodemyanskaya foram confidenciais por cerca de sessenta anos, porque a traição pode ter estado envolvida. O caso foi desclassificado em 2002 e, em seguida, analisado pelo Ministério Público Militar da Rússia, e foi decidido que Vasily Klubkov, que traiu Zoya Kosmodemyanskaya, não era elegível para reabilitação. De acordo com o caso, três combatentes soviéticos, Zoya Kosmodemyanskaya, Vasily Klubkov e seu comandante Boris Krainov, tiveram que realizar atos de sabotagem no Reichskommissariat Ostland. Eles haviam recebido a tarefa de atear fogo a casas na aldeia de Petrishchevo, onde as tropas alemãs estavam aquarteladas. Krainov deveria operar na parte central da aldeia, Kosmodemyanskaya no sul e Klubkov nas partes norte. Krainov foi o primeiro a cumprir sua tarefa e voltou à base. Kosmodemyanskaya também executou sua tarefa, e três colunas de chamas na parte sul de Petrishchevo foram vistas da base. Apenas a parte norte não foi incendiada. De acordo com Klubkov, ele foi capturado por dois soldados alemães e levado para o quartel-general. Um oficial alemão ameaçou matá-lo e Klubkov deu-lhe os nomes de Kosmodemyanskaya e Krainov. Depois disso, Kosmodemyanskaya foi capturado pelos alemães.